# Laucala
Laucala is een eiland in de Vanua Levugroep in Fiji. Het is een van de drie eilanden die ten oosten van Thurston Point liggen. Het heeft een oppervlakte van 12 km². Het eiland was privébezit van Dietrich Mateschitz, hoofd van het Red Bullconcern.